# Obszar normalny
Obszar (w {\displaystyle \mathbb {R} ^{2}}) normalny względem osi OX – podzbiór D płaszczyzny z wyróżnionym kartezjańskim układem współrzędnych, który jest ograniczony dwoma wykresami funkcji ciągłych oraz prostymi równoległymi do osi OY.
Zbiór {\displaystyle D\subseteq \mathbb {R} ^{2}} jest obszarem normalnym względem osi OX, jeśli
{\displaystyle D=\{(x,y)\in \mathbb {R} ^{2}:\;a\leqslant x\leqslant b;\;f(x)\leqslant y\leqslant g(x)\},}
gdzie {\displaystyle f,g\colon [a,b]\to \mathbb {R} } są funkcjami ciągłymi, {\displaystyle a<b.}
Proste {\displaystyle x=a} i {\displaystyle x=b} ograniczają obszar po prawej i lewej stronie, a krzywe {\displaystyle y=g(x)} i {\displaystyle y=f(x)} odpowiednio od góry i dołu.

## Pole obszaru normalnego
Pole {\displaystyle |D|} obszaru normalnego {\displaystyle D\subseteq \mathbb {R} ^{2}} dane jest wzorem
{\displaystyle |D|=\int \limits _{a}^{b}(g(x)-f(x))\mathrm {d} x}
Dowód:
{\displaystyle f(x)} jest ciągła w przedziale {\displaystyle [a,b],} zatem spełnia założenia twierdzenia Weierstrassa, więc {\displaystyle \forall x\in [a,b]} zachodzi {\displaystyle f(x)>m} dla pewnego {\displaystyle m\in \mathbb {R} .}
Jeżeli {\displaystyle m<0} to przesuwamy obszar {\displaystyle D} o wektor {\displaystyle [0,-m].}
Otrzymany obszar {\displaystyle D'=D} bo przesunięcie o wektor (czyli translacja) jest izometrią.
Oznaczmy {\displaystyle f_{1}(x)=f(x)+m} i {\displaystyle g_{1}(x)=g(x)+m.}
Pole tego obszaru normalnego jest równe różnicy dwóch trapezów krzywoliniowych:
{\displaystyle |D|=\int \limits _{a}^{b}f_{1}(x)\mathrm {d} x-\int \limits _{a}^{b}g_{1}(x)\mathrm {d} x=\int \limits _{a}^{b}(f_{1}(x)-g_{1}(x))\mathrm {d} x=\int \limits _{a}^{b}(f(x)-g(x))\mathrm {d} x,}
ponieważ {\displaystyle f_{1}(x)} i {\displaystyle g_{1}(x)} różnią się od {\displaystyle f_{1}(x)} i {\displaystyle g_{1}(x)} tylko o stałą.
q.e.d.

## Obszar normalny w przestrzeni trójwymiarowej
Zbiór {\displaystyle V\subseteq \mathbb {R} ^{3}} jest obszarem normalnym względem płaszczyzny xy jeśli istnieje obszar normalny {\displaystyle V'\subseteq \mathbb {R} ^{2}} oraz funkcje ograniczone i ciągłe {\displaystyle f,g\colon V'\to \mathbb {R} ,\ f\leqslant g,} takie, że:
{\displaystyle V=\{(x,y,z)\in \mathbb {R} ^{3}:(x,y)\in V'\;z\in [f(x,y),g(x,y)]\}.}
Analogicznie definiuje się obszar normalny względem innych płaszczyzn.